# GNAS
Le GNAS (pour Guanine Nucleotide binding protein, Alpha Stimulating activity polypeptide, ou polypeptide se fixant sur la guanine avec effet de stimulation alpha), est une sous-unité constitutive de la Protéine G hétérotrimérique. Son gène est GNAS situé sur le chromosome 20 humain

## En médecine
Une mutation de son gène entraînant une inactivation de la protéine est responsable de l'ostéodystrophie héréditaire d'Albright. D'autres variants empêche l'interaction de cette protéine avec le MC4R, un récepteur à la mélanocortine, entraînant une obésité.